# Megumu Tamura
Megumu Tamura (født 10. januar 1927) var en japansk fodboldspiller.

## Japans fodboldlandshold
| Japans landshold | Japans landshold | Japans landshold |
| År               | Kmp              | Mål              |
| ---------------- | ---------------- | ---------------- |
| 1951             | 3                | 0                |
| Total            | 3                | 0                |